# Friedrich Mackeldey
August Theodor Heinrich Friedrich Mackeldey (* 9. Januar 1793 in Braunschweig; † 20. April 1865 in Fulda) war ein deutscher Politiker und Minister im Kurfürstentum Hessen.

## Leben
Mackeldeys Vater war der braunschweigische Stallmeister Johann Wolfgang Mackeldey, seine Mutter Dorothea Maria Elisabeth Hundeiker, die Schwester von Johann Peter Hundeiker. Sein älterer Bruder Ferdinand Mackeldey war Juraprofessor an der Universität Marburg. Friedrich Mackeldey war seit 1822 verheiratet mit der Tochter des Marburger Apothekers Heß.
Mackeldey studierte Jura in Helmstedt und Marburg. 1812 wurde er Mitglied des Corps Hassia Marburg. 1814 nahm er als Freiwilliger am Frankreich-Feldzug im Rahmen der Befreiungskriege teil. Er war seit 1821 Obergerichtsrat in Hanau und wurde im Mai 1831 zum Richter am Kasseler Oberappellationsgericht ernannt. Im Oktober 1837 ernannte ihn der Kurprinz und Mitregent Friedrich Wilhelm als Nachfolger von Ludwig Hassenpflug zum (provisorischen) Vorstand des Justizministeriums, was er bis 1846 blieb. Danach amtierte er bis 1851 als Direktor des Obergerichts Hanau, schließlich in derselben Funktion von 1853 bis 1864 in Fulda.